# Slađan Osmanagić
Slađan Sabahudin Osmanagić, född 25 juli 1971 i Värnamo, är en svensk fotbollsexpert och medieprofil med rötter från Serbien och Bosnien.

## Uppväxt
Osmanagić är uppvuxen i Värnamo, men bor numera i Stockholm. Hans mor kommer ifrån Serbien och fadern ifrån Bosnien. Osmanagićs egna fotbollskarriär tog slut vid 16 års ålder när han slutade som målvakt i ungdomslaget för Värnamo Södra FF. Vidare har han haft en roll som spelande tränare i "kompislaget" Lokomotiv Majorna, Göteborg.

## Jobb och karriär
Osmanagić gestaltade tipsexperten Stojan i radioprogrammet Rally, som sändes i Sveriges Radio P3 mellan 1995 och 2002. En annan av Slađans meriter är hans medverkade i Kanal 5:s Liga Europa.
Det verkliga genombrottet för Slađan kom under Fotbolls-VM 2006, där han satt med som expert under SVT:s sändningar. Efter VM deltog han som expert på internationell fotboll i SVT:s Sportspegeln. Under en tid hade han dessutom ett eget webb-tv-program, kallat Sladjan surrar, på SVT:s webbplats. Succén från fotbolls-VM fick en uppföljning när Slađan fick fördela tittarfrågorna under SVT:s valvaka 2006.
Efter ett antal år på SVT så värvades han under 2008 till Viasat, där han satt som expert i studion under sändningarna av Champions league.
Han hade också ett eget program i Viasat Fotboll som hette Din röst i natten, där han svarade på tittarnas frågor om fotboll tillsammans med inbjudna gäster. I augusti 2011 slutade Slađan på Viasat.
I oktober 2010 värvades Slađan till spelbolaget Betsafe med rollen att chatta med kunder och ge speltips. I slutet av augusti 2010 rekryterades han till produktionsbolaget Scandinavian Studios.
Den 19 november 2016 blev Osmanagić klar som ny expert hos Spelbloggare.se.